# Кібітюо

34°51′45″ пн. ш. 133°41′38″ сх. д. / 34.86250° пн. ш. 133.69389° сх. д.
Кібітюо (яп. 吉備中央町) — містечко в Японії, в повіті Каґа префектури Окаяма.